# Museum für angewandte Kunst (Wien)
Das Museum für angewandte Kunst (kurz MAK) ist ein staatliches Kunstgewerbemuseum an der Ringstraße in der österreichischen Hauptstadt Wien. Es wurde 1863 als k. k. Österreichisches Museum für Kunst und Industrie gegründet. Das Neorenaissance-Hauptgebäude wurde 1868 bis 1871 durch Franz Joseph I. von Heinrich Ferstel errichtet und bildet ein Ensemble mit der Universität für angewandte Kunst.

## Geschichte
Am 7. März 1863 erfolgte die Gründung des k. k. Österreichischen Museums für Kunst und Industrie durch Kaiser Franz Joseph I. Rudolf von Eitelberger, erster Professor für Kunstgeschichte an der Universität Wien, wurde zum Direktor bestellt. Das Museum folgte im Wesentlichen dem Vorbild des 1852 gegründeten South Kensington Museum (heute Victoria & Albert Museum) in London und sollte als Vorbildersammlung für Künstler, Industrielle und Publikum sowie als Aus- und Weiterbildungsstätte für Entwerfer und Handwerker dienen. Die Eröffnung des Museums erfolgte am 12. Mai 1864, vorerst provisorisch in Räumlichkeiten des Ballhauses neben der Wiener Hofburg, die Architekt Heinrich von Ferstel für museale Zwecke adaptiert hatte.

1867 wurde die k. k. Kunstgewerbeschule (heute die Universität für angewandte Kunst Wien) des k. k. Österreichischen Museums für Kunst und Industrie gegründet. Damit waren theoretische und praktische Ausbildung vereint. Die Eröffnung der Kunstgewerbeschule erfolgte 1868 vorerst in der ehemaligen Gewehrfabrik in der Währinger Straße 11–13 / Schwarzspanierstraße 17 (heute das 1886 neu erbaute Anatomische Institut der Medizinischen Universität Wien) und wurde erst infolge eines Zubaus neben dem k. k. Österreichischen Museum für Kunst und Industrie am Stubenring 3 angesiedelt und im Jahre 1877 eröffnet. 

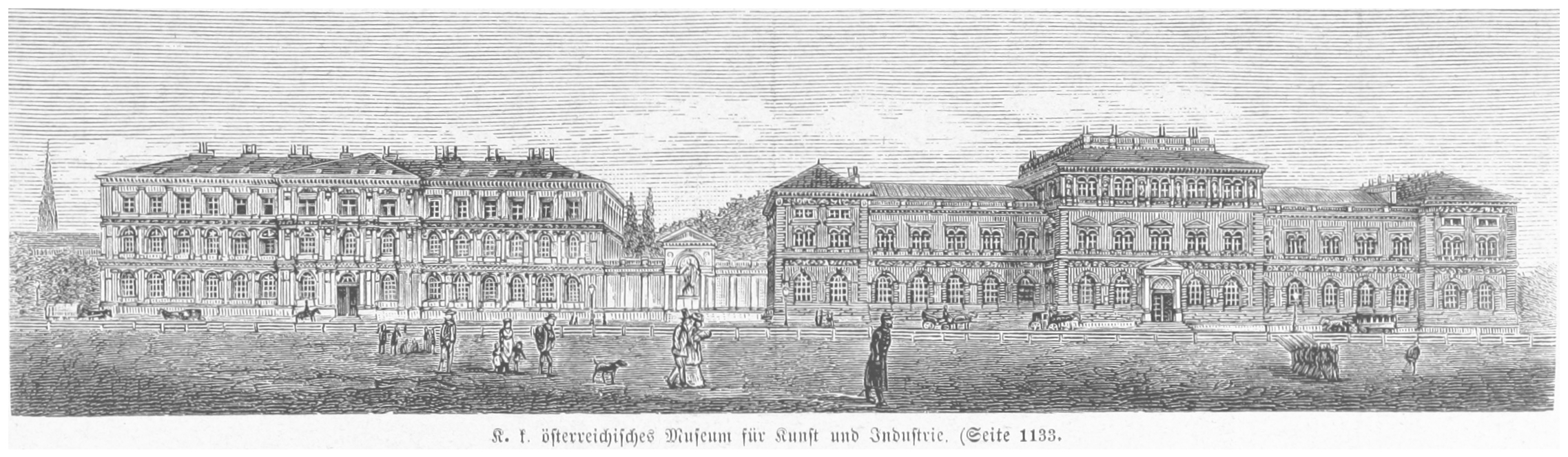
Das MAK um 1880

1897 übernahm Arthur von Scala, bis dahin Direktor des k.k. Orientalischen Museums (später k.k. Österreichisches Handelsmuseum), die Leitung des Museums für Kunst und Industrie und gewann Otto Wagner, Felician von Myrbach, Koloman Moser, Josef Hoffmann und Alfred Roller als Mitarbeiter des Museums und der Kunstgewerbeschule. Infolge der Auseinandersetzungen zwischen Scala und dem Kunstgewerbeverein (1884 gegründet), der seinen Einfluss auf das Museum schwinden sah, legte Erzherzog Rainer 1898 sein Amt als Protektor nieder und neue Statuten wurden verfasst. Zwei Jahre später erfolgte um 1900 die Trennung der Administration von Kunstgewerbeschule und Museum, wobei ihre endgültige Trennung erst 1909 stattfand: Das Österreichische Museum wurde dem k.k. Ministerium für öffentliche Arbeiten unterstellt, die Schule blieb beim k.k. Ministerium für Cultus und Unterricht. 1907 übernahm das Museum für Kunst und Industrie den Großteil der Sammlung des k.k. Österreichischen Handelsmuseums.
Von 1865 bis 1897 gab das Museum eine Zeitschrift heraus, die unter dem Titel Mittheilungen des k.k. Österreichischen Museums für Kunst und Industrie erschien. Von 1898 bis 1921 wurde hingegen das Museumsjournal mit dem neuen Namen Kunst und Kunsthandwerk herausgegeben, welches in Folge schnell einen internationalen Ruf erlangte. Zwischen 1955 und 1985 gab das Museum die Zeitschrift Alte und moderne Kunst heraus.
Nach Gründung der ersten Republik kam es 1919 zu Zuweisungen von ehemals habsburgischem Besitz an das Museum, zum Beispiel von orientalischen Teppichen. Im Austausch mit dem Kunsthistorischen Museum gab das Museum am Stubenring 1936 und 1940 einen Teil der Skulpturen und die Antikensammlung ab und übernahm kunstgewerbliche Bestände der Sammlung Figdor und des Kunsthistorischen Museums. Nach dem „Anschluss“ Österreichs an das Deutsche Reich wurde das Museum 1938 in Staatliches Kunstgewerbemuseum in Wien umbenannt. Zwischen 1939 und 1945 übernahmen Museen zahlreiche durch die NS-Regierung beschlagnahmte private Sammlungen, auch die Sammlung des Staatlichen Kunstgewerbemuseums in Wien vergrößerte sich auf diese Weise. Seit 1998 konnten aufgrund der Provenienzforschung zahlreiche Kunstwerke an ihre Besitzer restituiert werden.
1947 erhielt das Staatliche Kunstgewerbemuseum in Wien die Bezeichnung Österreichisches Museum für angewandte Kunst. 1949 erfolgte die Wiedereröffnung des Museums nach Behebung der Kriegsschäden. 1965 wurde das Geymüllerschlössel im 18. Wiener Gemeindebezirk als neue Außenstelle an das Museum angegliedert. Zeitgleich mit dem Gebäude kam die bedeutende Uhrensammlung von Franz Sobek (160 Altwiener Uhren aus der Zeit zwischen 1750 und der zweiten Hälfte des 19. Jahrhunderts) sowie Mobiliar aus den Jahren 1800 bis 1840 in den Besitz des MAK. Ende der 1980er Jahre wurden im Zuge der Renovierung der Fassade Teile der Wandmalereien wieder in den Originalzustand versetzt. Die darauffolgende Neuaufstellung der Einrichtung sowie der außerordentlichen Uhrensammlung in den Räumen des Geymüllerschlössels erlaubt den Besuchern einen originalgetreuen Einblick in die Vielfalt biedermeierlicher Ausstattungskunst.
Der Gefechtsturm Arenbergpark – einer der sechs während des Zweiten Weltkriegs in Wien errichteten Flaktürme – wurde ab 1994 als weitere Außenstelle des MAK geführt und fungierte von 1995 bis 2011 als MAK-Gegenwartskunstdepot (MAK Tower), das wesentliche Teile der Sammlung Gegenwartskunst des Museums beherbergte. Später wurde der MAK-Tower mangels behördlicher Genehmigungen für die Öffentlichkeit geschlossen.
Nach einer MAK-Ausstellung über Josef Hoffmann im Jahre 1992 in dessen Geburtshaus in Brtnice/Pirnitz (Tschechien) wurden die Kontakte zur Mährischen Galerie in Brno/Brünn intensiviert. Seit 2006 führen beide Institutionen schließlich Hoffmanns Geburtshaus als Josef Hoffmann Museum in Form einer gemeinsamen Außenstelle. Das Museum präsentiert seine Sammlung in einer Dauerausstellung, zeitgleich werden temporäre Ausstellungen zu Josef Hoffmann und seinen Zeitgenossen präsentiert.
1994 gründete Peter Noever eine Außenstelle in Los Angeles, das MAK Center for Art and Architecture im ehemaligen Wohnhaus des bekannten Austro-Amerikanischen Architekten Rudolph M. Schindler. Nunmehr gehören zwei weitere Häuser von Schindler zu dieser Außenstelle: das Pearl M. Mackey Apartment House (für das Artists and Architects in Residence Programm) sowie das Fitzpatrick-Leland House (eine Donation des Filmproduzenten Russ Leland, 2008). Im Fokus stehen neue Tendenzen und interdisziplinäre Entwicklungen in den Bereichen bildende Kunst und Architektur, die durch Stipendien und Projekte forciert und durch wechselnde Ausstellungen erweitert werden.
Ein wichtiger Wirkungsbereich des MAK ist seine Präsentation im öffentlichen Raum. Das Museum unterstützt in einem aktiven Verhältnis zeitgenössische Künstler, deren Werke zumeist im Rahmen einer Ausstellung im Gebäude des MAK und später als Kunstwerke im Wiener Stadtraum präsentiert werden, um an der Nahtstelle zwischen Kunst und öffentlichem Raum zu vermitteln. Vertreten sind mehrere internationale Künstler. Dazu zählen James Turrell (MAKlite, permanente Installation an der MAK-Fassade, 2004, Stubenring), Michael Kienzer (Stylit, 2005, Stubenring/Weiskirchnerstraße), Franz West (Vier Larven (Lemurenköpfe), 2001 bis 2021, Stubenbrücke), Donald Judd (Stage Set, 1996, Stadtpark) und Philip Johnson (Wiener Trio, 1998, Franz-Josefs-Kai/Schottenring, gegenüber Ringturm).
Im Rahmen der Neuorganisation der Bundesmuseen wurde das Museum im Jahre 2000 als wissenschaftliche Anstalt öffentlichen Rechts in die Vollrechtsfähigkeit entlassen. Neben seiner traditionellen Ausrichtung auf Kunstgewerbe und Design hat das MAK auch einen besonderen Fokus auf Architektur und Gegenwartskunst.
2015 initiierte das MAK unter der Leitung von Christoph Thun-Hohenstein die Vienna Biennale, die erste Biennale, die Kunst, Design und Architektur verbindet. Sie dauerte vom 11. Juni bis 4. Oktober 2015 und wurde vom MAK in Kooperation mit der Universität für angewandte Kunst Wien, der Kunsthalle Wien, dem Architekturzentrum Wien und dem Kreativzentrum der Wirtschaftsagentur Wien, departure, organisiert und vom AIT Austrian Institute of Technology als außeruniversitärem Forschungspartner unterstützt. Die zweite Vienna Biennale fand vom 21. Juni bis 1. Oktober 2017 statt. Die dritte Ausgabe der Vienna Biennale fand vom  29. Mai bis 6. Oktober 2019 statt. Die vierte Ausgabe der Vienna Biennale for Change fand vom 28. Mai bis 3. Oktober 2021 statt.
Als erstes Museum kaufte das MAK 2015 ein Kunstwerk (van den Dorpels Bildschirmschoner „Event listeners“) mit Bitcoins.
Mit über 300.000 Objekten verfügt das MAK über die größte Onlinesammlung aller Bundesmuseen.
Beim Besuch kann der Audio-Guide als Web-App am Mobiltelefon benutzt werden.

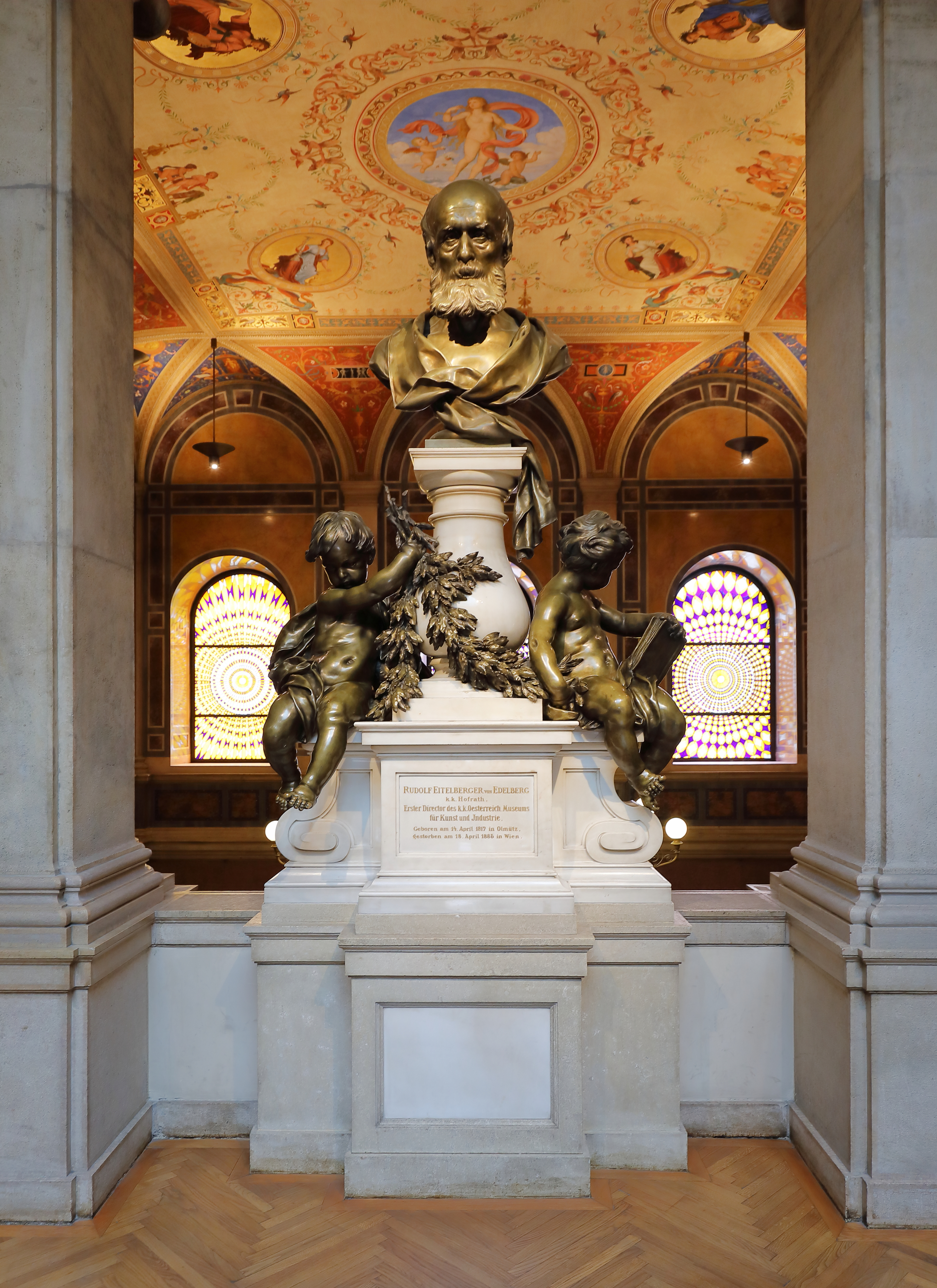
Rudolf-Eitelberger-Denkmal in der Säulenhalle des MAK

### Bezeichnungen
- 1863 bis 1918: K. k. Österreichisches Museum für Kunst und Industrie
- 1918 bis 1938: Österreichisches Museum für Kunst und Industrie
- 1938 bis 1947: Staatliches Kunstgewerbemuseum in Wien
- 1947 bis 1987: Österreichisches Museum für angewandte Kunst
- 1987 bis 2001: MAK – Österreichisches Museum für angewandte Kunst
- 2001 bis 2019: MAK – Österreichisches Museum für angewandte Kunst / Gegenwartskunst
- 2019 bis dato: MAK – Museum für angewandte Kunst

### Direktoren
- Rudolf Eitelberger (1863–1885)
- Jacob von Falke (1885–1895)
- Bruno Bucher (1895–1897)
- Arthur von Scala (1897–1909)
- Eduard Leisching (1909–1925)
- Hermann Trenkwald (1925–1927)
- August Schestag (1927–1932)
- Richard Ernst (1932–1950)
- Ignaz Schlosser (1951–1958)
- Viktor Griessmaier (1958–1968)
- Wilhelm Mrazek (1968–1978)
- Gerhard Egger (1979–1981)
- Herbert Fux (1981–1984)
- Peter Noever (1986–2011)
- Christoph Thun-Hohenstein (September 2011 bis August 2021)[17], 2016–2021 wissenschaftlicher Geschäftsführer
- Lilli Hollein, wissenschaftliche Geschäftsführerin seit 1. September 2021[18]

## Gebäude

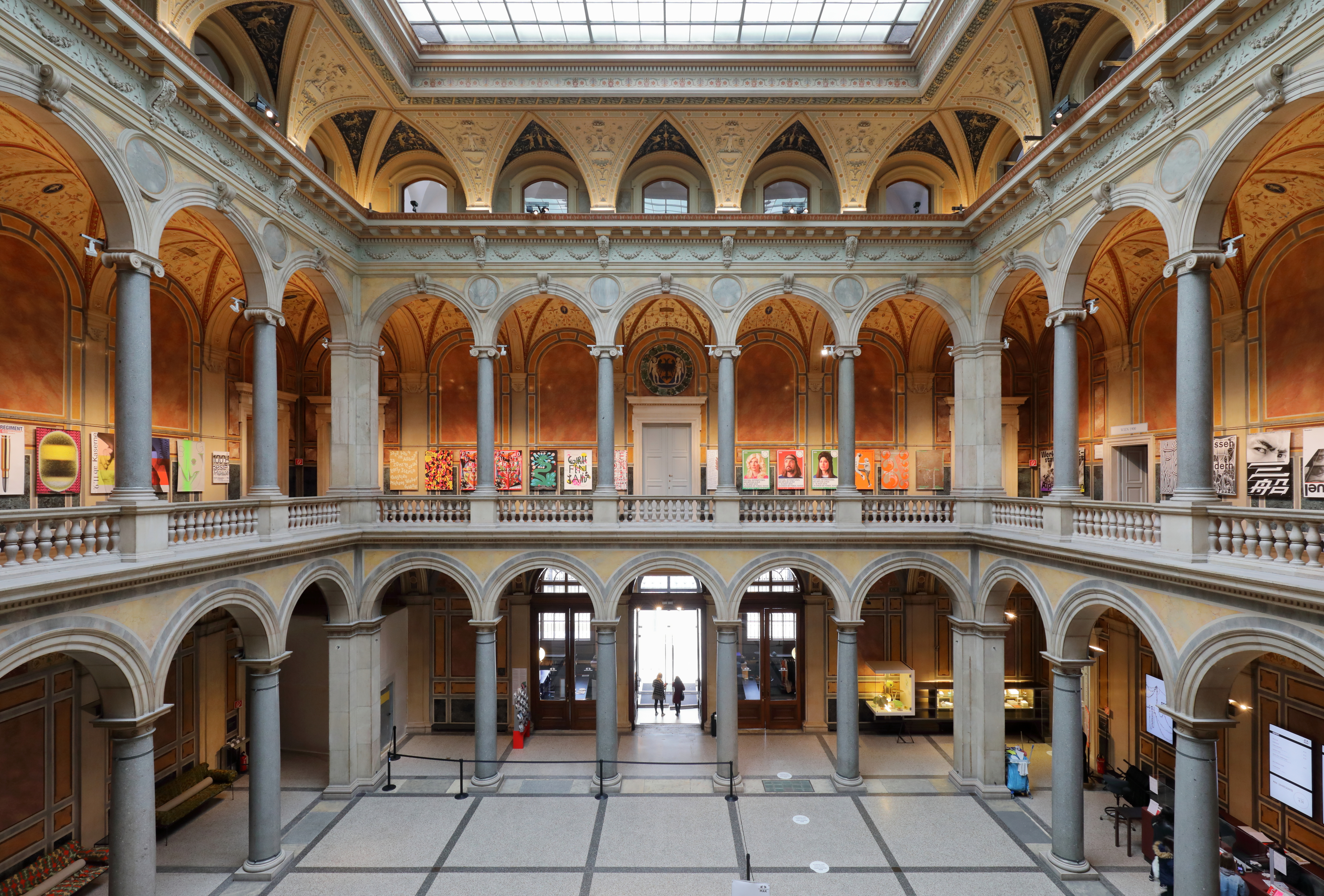
Säulenhalle des Museums

Ab 1869 erfolgt am Stubenring 5 die Errichtung eines neuen Museumskomplexes für das k. k. Österreichische Museum für Kunst und Industrie im Neorenaissancestil nach den Plänen von Heinrich von Ferstel. Der Maler Ferdinand Laufberger fertigte einen Fries in Sgraffito und die Freskomalereien am Spiegelgewölbe des Treppenhauses. Am 15. November 1871 wurde das Museum im Rahmen einer großen Eröffnung dem Publikum zugänglich gemacht und als erster Museumsbau am Ring eingeweiht. Die Cartoons von Laufberger gingen verloren, und so wurde um 1893 die Wandmalerei der Figuren an der Außenfassade von Schülern des Karl Karger der Kunstgewerbeschule neu erstellt.

Ab 1875 erfolgte neben dem Österreichischen Museum die Errichtung eines angrenzenden Neubaus für die Kunstgewerbeschule am Stubenring 3, deren Pläne ebenfalls von Heinrich von Ferstel stammen. Sie wurde 1877 eröffnet. 

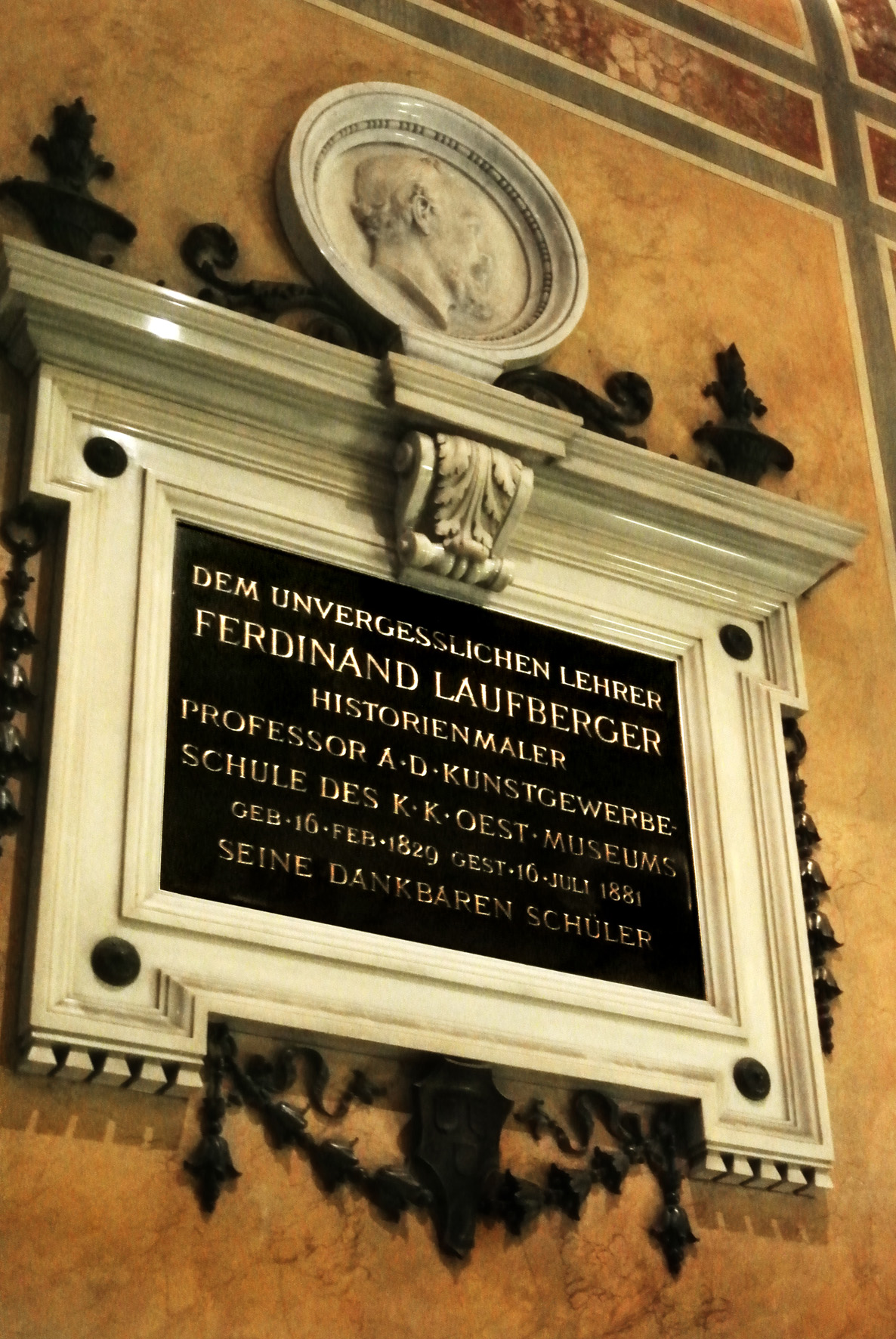
Dem unvergesslichen Lehrer Ferdinand Laufberger

1906 wurde ein Erweiterungsbau für das Museum in der Weiskirchnerstraße 3 von Ludwig Baumann entworfen und 1908 fertiggestellt. Nach dem Zweiten Weltkrieg erfolgte bis 1949 die Behebung der Kriegsschäden am Museumsbau.
1989 begann die Generalsanierung des Altbestandes des Gebäudekomplexes und der Neubau eines zweigeschoßigen Tiefspeichers, wodurch weitere Depots für die Sammlung und zusätzliche Ausstellungsflächen entstanden.
Nach diesem Umbau erfolgte 1993 die Eröffnung des Museums, dessen Schausäle von Künstlern wie Barbara Bloom, Eichinger oder Knechtl, Günther Förg, Gangart, Franz Graf, Jenny Holzer, Donald Judd, Peter Noever, Manfred Wakolbinger und Heimo Zobernig gestaltet sind. 2014 erfolgte eine Neuaufstellung der Schausammlung Teppiche mit einer künstlerischen Intervention von Füsun Onur sowie der Schausammlung Asien, mit deren künstlerischer Gestaltung Tadashi Kawamata 2014 und 2016 betraut war.
Das Gebäude in der Weiskirchnerstraße ist temporären Ausstellungen vorbehalten, während die Räumlichkeiten am Stubenring die permanente Schausammlung und das MAK Design Lab beherbergen.
An der Außenfassade des MAK ist die Lichtinstallation MAKlite des US-amerikanischen Künstlers James Turrell angebracht (Erstinstallation 2004, Restaurierung 2018). Die historische Fassade wird mittels einer mit dem Florentiner Kunstlichtexperten Targetti entwickelten Lichttechnik mit neuester LED-Technologie in zehn verschiedenen Farben erleuchtet. Die Installation ist ab Sonnenuntergang bis 24:00 Uhr und morgens von 5:00 Uhr bis Sonnenaufgang zu sehen. James Turrell ist darüber hinaus mit dem Skyspace The other Horizon in der MAK-Expositur Geymüllerschlössel im 18. Wiener Bezirk in der MAK-Sammlung vertreten.

### MAK-Schausammlung
Die MAK-Schausammlung ist ihrer historischen Begründung folgend durch eine funktionale Zweckgebundenheit in verschiedene Sparten geteilt.
- WIEN 1900. Design / Kunstgewerbe 1890–1938
- Teppiche
- Asien. China – Japan – Korea
- Renaissance Barock Rokoko
- Barock Rokoko Klassizismus
- Empire Biedermeier
- Historismus Jugendstil Art déco

Sammlungshighlights sind die Bestände der Wiener Werkstätte, Sessel von Thonet und Kohn, Danhauser-Möbel, Klimts Entwurf zum Mosaikfries im Palais Stoclet, das Porzellanzimmer aus dem Palais Dubsky von Du Paquier, eine Sammlung böhmischer und venezianischer Gläser, flandrischer und italienischer Spitzen, Silber, Porzellane und Teppiche sowie chinesisches Porzellan, japanische Farbholzschnitte (Ukiyo-e) und Färbeschablonen (Katagami).

### MAK Design Lab

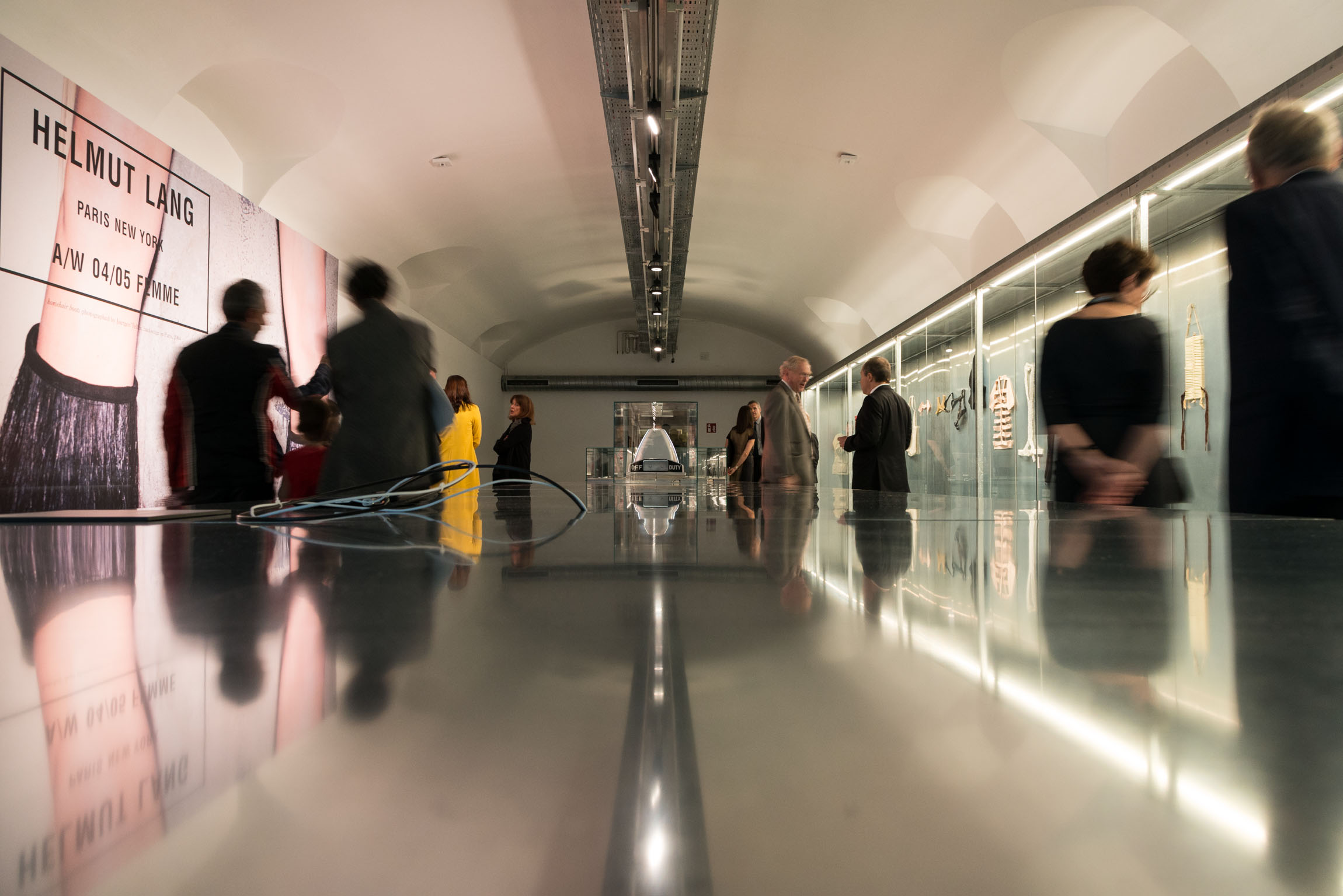
Besucher im MAK Design Labor

Zum 150. Geburtstag im Jahre 2014 positionierte sich das MAK mit dem neu eröffneten MAK Design Lab mit Nachdruck als Schnittstelle für Kunst und Alltag. Bis 2014 präsentierte die MAK-Studiensammlung dort einen Teil ihrer umfangreichen Bestände in materialspezifisch technologischer Ordnung. Im Zuge dieser Neupositionierung der ehemaligen Studiensammlung kooperierte das MAK mit dem österreichischen Designteam EOOS sowie dem IDRV (Institute of Design Research Vienna), um Querverbindungen zwischen der Kunst des 21. Jahrhunderts und früheren Epochen unmittelbar erlebbar zu machen.

Seit der Umgestaltung 2014 zum MAK Design Lab schufen knapp 2000 Exponate – in Themeninseln gegliedert – im kompletten Untergeschoß des Museums eine neu konzipierte Schaufläche für lebensnahe Bezüge zwischen historischem Kunsthandwerk und zeitgenössischem Design. Interaktive Themenbereiche bilden einen anschaulichen Parcours zu Bereichen wie Kochen (unter anderem mit einem Nachbau der Frankfurter Küche von Margarete Schütte-Lihotzky), Essen und Trinken, Sitzen, künstlerischer, industrieller und alternativer Produktion, Transportieren, Kommunizieren und Ornament sowie dem Helmut-Lang-Archiv, das die künstlerischen Höhepunkte anhand von ausgewählten Entwürfen zeigt. 

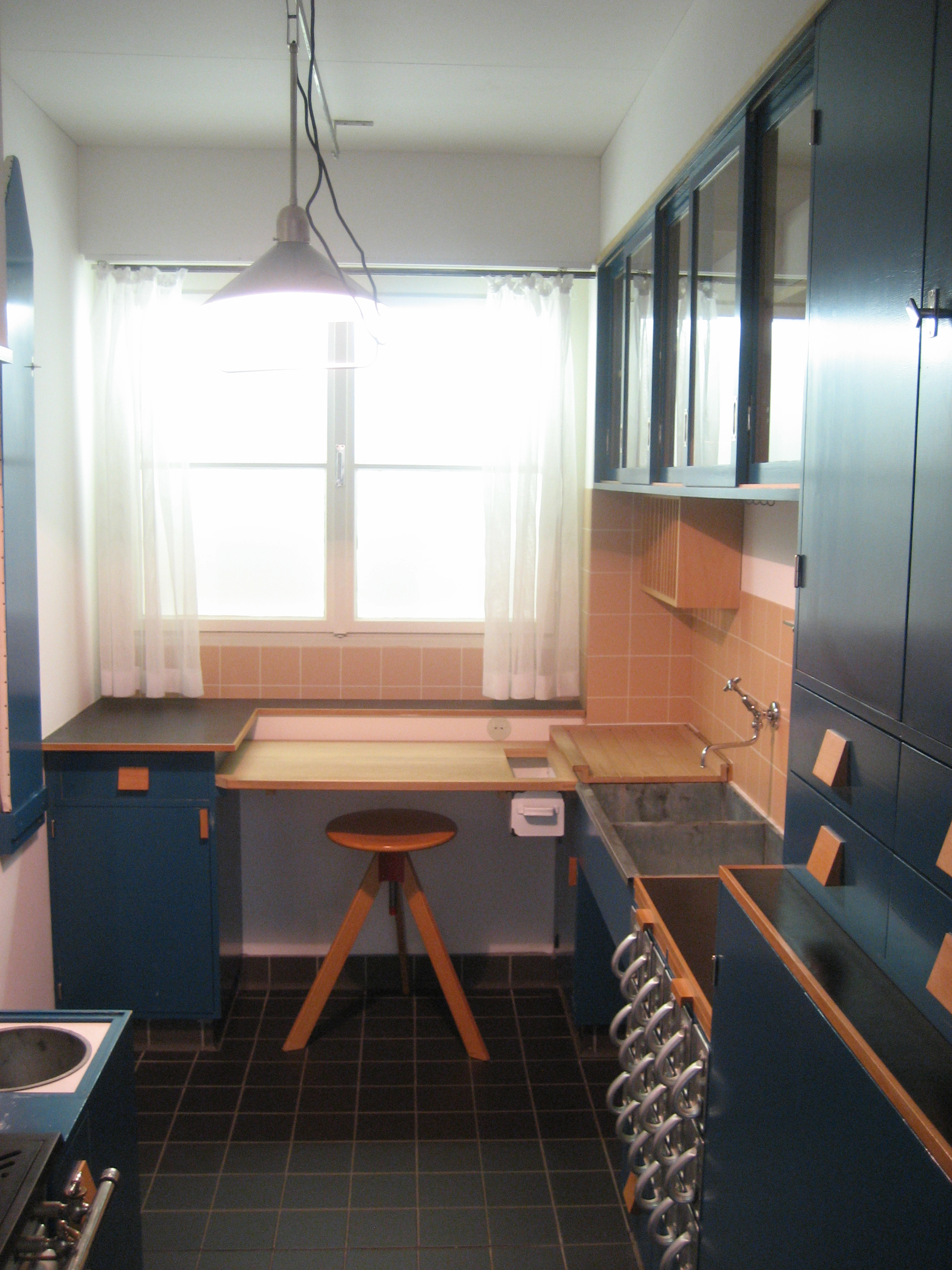
Frankfurter Küche von Margarete Schütte-Lihotzky in der Studiensammlung

Die neu geschaffenen Durchgänge und modulare Einheiten führen zu einem verbindenden Raumerleben und erlauben eine rasche Anpassung an wechselnde Anforderungen. Dabei bildet das MAK Forum einen flexibel nutzbaren Raum, der als Begegnungsort ebenso wie als Experimentierfläche für Ausstellungen und Vermittlungsformate genutzt wird.
Im Rahmen der Vienna Biennnale 2019 wurde das MAK Design Lab neu aufgestellt. Die Objekte der MAK-Sammlung wurden in einen neuen Kontext gesetzt und anhand vielschichtiger Perspektiven an den Schnittstellen zwischen Alltag, Gesellschaft, Digitalisierung und Klimawandel verortet.

### Weitere Ausstellungsräume
Im MAK-Kunstblättersaal finden wechselnde Ausstellungen – vorwiegend aus dem Bestand der Bibliothek und Kunstblättersammlung – statt, die in ihrer thematischen Vielfalt beispielsweise Plakate, Architekturprojekte, Stilkopien oder japanische Holzdrucke präsentieren.
Die MAK-Bibliothek und Kunstblättersammlung vermittelt Informationen zu sämtlichen Bereichen der angewandten Kunst. Die Literatur umfasst den Zeitraum vom 16. Jahrhundert bis heute, wobei einige Handschriften, Inkunabeln und Druckwerke vom 15. Jahrhundert bis heute reichen. Die Kunstblättersammlung vereint in ihrem Bestand Ornamentstiche, Plakate, Fotos, Zeichnungen, Aquarelle und Pläne sowie Zeichnungen aus dem Archiv der Wiener Werkstätte.
Die MAK-Schausammlung Gegenwartskunst dient als Präsentationsraum für zeitgenössische Projekte von internationalen Künstlern, unter anderem in Auseinandersetzung mit Themen der Zeit Wien um 1900.
Durch seine MAK-Sammlung online macht das MAK Teilgebiete seiner Bestände der Öffentlichkeit frei zugänglich:
- Japanische Holzschnitte/Ukiyo-e
- Ostasiatische Kunst
- Spätantike Textilien
- Plakate
- Ornamentdrucke
- Wiener-Werkstätte-Zeichnungen
- Joseph Binder – Grafik-Design
- Englische Stoffe und Tapeten um 1900 (Arts and Crafts Movement)

## Digitales Museum
Das MAK verfügt über ein vielfältiges digitales Angebot. Daten zur Sammlung oder den Hauspublikationen sind zur Recherche freigegeben und Formate wie die MAK-Digistories oder der MAK-Blog informieren zu den verschiedensten Themen. Der Audio-Guide wird in Form einer webbasierten App kostenfrei zur Verfügung gestellt. 2021 wurde die Abteilung Digitales MAK gegründet. Die Abteilung umfasst die Agenden Museumsdatenbank, digitale Projekte, Repro und Fotografie.

### MAK-Sammlung Online
Ab Ende 2012 begann das MAK mit dem Aufbau einer zentralen Objektdatenbank. In der MAK Sammlung Online sind über 300.000 Ergebnisse zu Objekten und Personen zu finden, womit das MAK über die größte Online-Sammlung aller österreichischen Bundesmuseen verfügt. 2024 wurde die MAK Sammlung Online im Zuge des Projekts MAK 3D - Digitalisate, Daten, Display mit neuen Funktionen ausgestattet.

### Hauspublikationen
Die Zeitschriften des Museums sind im Volltext abrufbar. Über 50.000 Seiten der Hauszeitschriften „Mittheilungen des k.k Österreichischen Museums für Kunst und Industrie 1863 – 1897“, sowie die Folgezeitschrift „Kunst und Kunsthandwerk 1898 – 1921“, und die Zeitschrift „Alte und Moderne Kunst 1956 – 1985“ können online durchgeblättert und heruntergeladen werden.

### Google Arts & Culture
Seit Mai 2017 kann das MAK mit seinen Sammlungshighlights auch auf Google Arts & Culture virtuell besucht werden:
Gigapixelaufnahmen von Gustav Klimts Werkzeichnungen für den Mosaikfries im Speisezimmer des Palais Stoclet in Brüssel (1910–1911) sind ebenso zu sehen wie Teile des Heldenepos Hamzanama, das zu den Hauptwerken der Malerei der islamischen Welt zählt.

### 3D-Sammlung und Rundgänge
Das Hauptgebäude des Museums kann in einem Rundgang besucht werden. Die Tour startet in der Säulenhalle. Weiters gibt es Rundgänge durch das Geymüllerschlössl.
Außerdem konnten einzelne Ausstellungen wie zuletzt von Sheila Hicks während der COVID-19-Pandemie in einem 3D-Rundgang virtuell besucht werden.
Mit den Projekten MAK 3D - Digitalisate, Daten, Display und Süßer die Sammlung nie klinget begann das MAK auch im großen Stil mit der 3D-Digitalisierung vieler wichtiger Exponate.

### Multimedia
Neben Video- und Audioformaten gibt es mit „Mix MAK“ und „World Wide Wonderland“ bereits erste Online-Spiele die durch das MAK ínitiiert wurden.

## Auszeichnung
- 1996: Museumspreis des Europarates

## Ausstellungen
| - 2010: Firing Cells. About Having A Moment – kuratiert von Gregor Eichinger - 2010: Otto Neurath. Gypsy Urbanism - 2010: Josef Dabernig. Excurses on Fitness - 2010: Künstler im Fokus #8 Hans Weigand. Vortex - 2010: Fat / Sam Jacob. Duplicate Array: Buildings / Places / Objects - 2010: Ming. Zwischenspiel - 2010: Ina Seidl. Schmuck - 2010: Blumen für Kim Il Sung. Kunst und Architektur aus der Demokratischen Volksrepublik Korea - 2010: Minimal. Kunst und Möbel aus der Sammlung des MAK - 2010: Apokalypse / Keinen Keks heute. Otto Mühl - 2010: Project Vienna. How to React to a City - 2010: Josef Dabernig. 1 sculpture 2 versions - 2010: Künstler im Fokus #9 Plamen Dejanoff. Heads & Tails - 2010: Design Criminals. Or a New Joy into the World kuratiert von Sam Jacob - 2010: Mihály Biró. Pathos in Rot - 2010: David Zink Yi. Manganese Make My Colors Blue - 2010: Crossover. Zwei Sammlungen – privat und öffentlich - 2010: Leder, Stoff und Reißverschluss. Taschen aus der MAK-Sammlung - 2010: Gegenwärtig. Schmuck aus Österreich. „Eligius-Schmuckpreis des Landes Salzburg“ - 2010: 100 Beste Plakate 09. Deutschland Österreich Schweiz - 2010: Andrea Branzi.The Weak Metropolis: für eine „Neue Charta von Athen“ - 2010: Eva Schlegel. In Between - 2011: Bruno. Bruno Kreisky porträtiert von Konrad Rufus Müller - 2011: Das große Wiener Kaffeehaus-Experiment. Phase I - 2011: APPLY! Taste Art - 2011: Künstler im Fokus #10 Erwin Wurm. Schöner Wohnen - 2011: SPAN (Matias del Campo & Sandra Manninger). Formations - 2011: Kurt Ryslavy, Sammler, Weinhändler, Sonntagsmaler. Eine konzeptuell-skulpturale Intervention - 2011: Des Kaisers neue Farben. Chinesische Kunst des 19. Jahrhunderts aus der MAK-Sammlung Textil - 2011: Die zweite Haut. Objekte zum Verpacken und Bewahren - 2011: Industriemöbel. Prototypen der Moderne - 2011: Rudolf Steiner – Die Alchemie des Alltags - 2011: Künstler im Fokus #11 Walter Pichler. Skulpturen Modelle Zeichnungen - 2011: Michael Wallraff. looking up.vertical public space - 2011: Das große Wiener Kaffeehaus-Experiment. Phase II & Die Versuchsanordnung - 2011: Artists’ Books on Tour. Artist Competition and Mobile Museum - 2011: Gôm Sú‘. 2000 Jahre Keramik aus Viêt Nam - 2011: 2 x 100 Beste Plakate im MAK - 2011: Erschaute Bauten. Architektur im Spiegel zeitgenössischer Kunstfotografie - 2012: Patrick Rampelotto. Adventures in Foam - 2012: Magie der Vielfalt. Das MAK als angewandter Raum der Zukunft - 2012: Gustav Klimt. Erwartung und Erfüllung. Entwürfe zum Mosaikfries im Palais Stoclet - 2012: sound:frame festival 2012. Ausstellung „substructions“ - 2012: … aller Gattungen Möbel. Entwurfszeichnungen der Danhauserschen Möbelfabrik - 2012: Stiefel & Company Architects. Faux Terrains - 2012: Made 4 You. Design für den Wandel - 2012: Dinge. schlicht & einfach - 2012: Kurt Spurey. Sedimente. Chawan. 4 Farben 4 Formen - 2012: Benjamin Hirte. the classic mob ballet - 2012: taliaYsebastian. The Committee of Sleep - 2012: Masterpieces - 2012: Zeitgenössischer Halsschmuck - 2012: Darüber hinaus – kuratiert von Pae White - 2012: Wien 1900. Wiener Kunstgewerbe 1890–1938 - 2012: 100 Beste Plakate 11. Deutschland Österreich Schweiz - 2012: WerkStadt Vienna. Design Engaging the City. - 2012: Kathi Hofer. craftivism - 2013: Nippon Chinbotsu. Japan Sinkt. Ein Manga - 2013: Zeichen, gefangen im Wunder. Auf der Suche nach Istanbul heute - 2013: Marco Dessí. Still Life - 2013: Ein Schuss Rhythmus und Farbe. Englisches Textildesign des ausgehenden 19. Jahrhunderts - 2013: JEX – Jewelry Exhibition. Schmuck von Petra Zimmermann - 2013: Loos. Zeitgenössisch - 2013: Kerstin von Gabain. City of Broken Furniture - 2013: Verena Dengler. Anna O. lernt denglisch in den Energieferien - 2013: Lisa Truttmann. My Stage is your Domain - 2013: Sonic Fabric feat. BLESS N°45 Soundperfume engineered by Popkalab - 2013: 100 Beste Plakate 12. Deutschland Österreich Schweiz - 2013: Pae White. Orllegro - 2013: Scientific Skin feat. Bare Conductive in collaboration with Fabio Antinori + Alicja Pytlewska - 2013: Franz von Zülow. Papier - 2013: Sonic Fabric feat. BLESS N°45 Soundperfume engineered by Popkalab - 2013: 100 Beste Plakate 12. Deutschland Österreich Schweiz - 2013: Pae White. Orllegro - 2013: Scientific Skin feat. Bare Conductive in collaboration with Fabio Antinori + Alicja Pytlewska - 2013: Franz von Zülow. Papier2014: sound:frame 2014. If this is the Answer, what is the Question? | - 2014: soma architecture. Immanent Elasticity - 2014: Nachbilder.150 Jahre MAK: Ausstellungen im Bild - 2014: Vorbilder.150 Jahre MAK: vom Kunstgewerbe zum Design - 2014: Hollein. - 2014: Hanna Krüger [Die Sammlung] a collective structure - 2014: South meets North: Local Innovation. Global Conversation - 2014: Tomorrow is … - 2014: Valentin Ruhry. Grand Central - 2014: 100 Beste Plakate 13. Deutschland Österreich Schweiz. - 2014: Brüder Schwadron. neue Orte & Spuren - 2014: I Santillana. - 2014: photo::vienna. Werkschau 2014 - 2014: Wege der Moderne. Josef Hoffmann, Adolf Loos und die Folgen - 2015: Schmuck 1970–2015. Sammlung Bollmann. Fritz Maierhofer – Retrospektive - 2015: Eoos. Design zwischen Archaik und Hightech - 2015: Alfredo Barsuglia. Cabinet - 2015: Amie Siegel. Provenance - 2015: Future Light. Escaping Transparency - 2015: Uneven Growth. Tactical Urbanisms for Expanding Megacities - 2015: 2051. Smart Life in the City - 2015: Die Kunst zu arbeiten – Handeln in der Digitalen Moderne - 2015: Mapping Bucharest. Art, Memory, and Revolution 1916–2016 - 2015: 24/7. the human condition - 2015: Christoph Niemann. Unterm Strich - 2015: photo::vienna. Werkschau 2015 - 2015: Das Haus Tugendhat - 2015: Stefan Sagmeister: The Happy Show - 2015: 100 Beste Plakate 14. Deutschland Österreich Schweiz - 2015: Josef Frank. Against Design. Das Anti-Formalistische Werk des Architekten. - 2016: Mode-Utopien. Haute Couture in der Grafik - 2016: Kay Walkowiak. Forms in Time. - 2016: Josiah McElehny. The Ornament Museum - 2016: Robert La Roche. Personal View - 2016: Friedrich Kiesler. Lebenswelten - 2016: Eligius-Preis 2016. Schmuck in Österreich - 2016: 100 Beste Plakate 15. Deutschland Österreich Schweiz - 2016: StadtFabrik. Social Furniture Collection by Eoos - 2016: photo::vienna. Werkschau 2016 - 2016: Shunga. Erotische Kunst aus Japan - 2016: Patrycja Domanska. Stimuli - 2016: Firma Goldscheider. Wiener Keramik 1885–1938 - 2016: handWERK. Tradiertes Können in der digitalen Welt - 2017: Das Glas der Architekten. Wien 1900–1937 - 2017: Gläser aus der Empire- und Biedermeierzeit - 2017: Bucheinbände der Wiener Werkstätte - 2017: 650 Jahre Gold- und Silberschmiede. Die Wettbewerbe - 2017: Bibliothek für Gesellschaftsdesign - 2017: Hello, Robot. Design zwischen Mensch und Maschine. Eine Koproduktion des Vitra Design Museum mit dem MAK und dem Design Museum Gent - 2017: StadtFabrik: Neue Arbeit. Neues Design - 2017: Was wollen wir? Dimensionen eines neuen digitalen Humanismus - 2017: LeveL. the fragile balance of utopia - 2017: ich weiß nicht. Wie die Beziehungen zwischen den Dingen wachsen - 2017: Artificial Tears. Singularität & Menschsein – Eine Spekulation - 2017: Design for Agency. Handlungsmacht gestalten - 2017: photo::vienna. Werkschau 2017 - 2017: 100 Beste Plakate 16. Deutschland Österreich Schweiz - 2017: Thomas Bayrle: Wenn etwas zu lang ist – mach es länger - 2017: Ästhetik der Veränderung. 150 Jahre Universität für angewandte Kunst - 2018: Klimt’s Magic Garden. A Virtual Reality Experience by Frederick Baker - 2018: Gustav Peichl. 15 Bauten zum 90sten - 2018: 300 Jahre Wiener Porzellanmanufaktur - 2018: Post Otto Wagner. Von der Postsparkasse zur Postmoderne - 2018: 100 BESTE PLAKATE 17. Deutschland Österreich Schweiz - 2018: Sagmeister & Walsh: Beauty - 2018/2019: Koloman Moser: Universalkünstler zwischen Gustav Klimt und Josef Hoffmann - 2019: Chinese Whispers. Neue Kunst aus der Sigg Collection - 2019: Vienna Biennale For Change 2019 - 2019: UNCANNY VALUES. Künstliche Intelligenz & Du (im Rahmen der Vienna Biennale For Change 2019) - 2019: MAK Design Lab. Neuaufstellung im Rahmen der Vienna Biennale For Change 2019 - 2019/20: KUNIYOSHI + \| UKIYOENOW - 2019/20: 100 Beste Plakate 18 - 2019/20: Bugholz, Vielschichtig - 2020: Show Off. Austrian Fashion Design - 2020: Helmut Lang Archiv - 2020: Raimund Abraham - 2020: Otto Prutscher - 2021: PLANET LOVE. Klimafürsorge im Digitalen Zeitalter - 2021: Process (Martin Grödl, Moritz Resl), TOKENS FOR CLIMATE CARE (Österreich-Beitrag zur London Design Biennale 2021) - 2022/23: The Fest. Zwischen Repräsentation und Aufruhr |

## MAK-Exposituren (Außenstellen)
Die MAK-Außenstellen erstrecken sich über mehrere Kontinente und Länder:
- Wien:

MAK-Expositur Geymüllerschlössel
MAK-Gegenwartskunstdepot Gefechtsturm Arenbergpark (2007 geschlossen)
MAK im öffentlichen Raum
- Tschechische Republik:

Josef Hoffmann-Museum, Brtnice/Pirnitz (wird seit Jahresbeginn 2006 vom MAK und der Moravská galerie in Brünn/Brno als gemeinsame Außenstelle geführt).
- USA:

MAK Center for Art and Architecture, Los Angeles (Rudolph Michael Schindler House, Pearl M. Mackey Apartment House, Fitzpatrick-Leland House).

## Filme
- MAK – Museum für angewandte Kunst, Wien (= Museums-Check. Folge 79). Reportage, 30 Min., Moderation: Markus Brock, Produktion: 3sat. Erstausstrahlung: 19. Februar 2023.[182]